# Pedalj (Dvor)
Pedalj falu Horvátországban, Sziszek-Monoszló megyében. Közigazgatásilag Dvorhoz tartozik.

## Fekvése
Sziszek városától légvonalban 39, közúton 79 km-re délre, községközpontjától légvonalban 10, közúton 14 km-re északnyugatra a Báni végvidék déli részén, a Zrinyi-hegység déli lejtőin, a Padljevica-patak völgyében fekszik.

## Története
Pedaljt mint birtokot 1287-ben említik először, amikor akkori tulajdonosa Roland bán fia, Rátold mester a térség akkori legjelentősebb családjának a Babonićoknak adja el. Várát valószínűleg már a Babonićok építették a 13. század végén, vagy a 14. század elején. 1346-ban a Babonićok a várat Olivér mester zólyomi ispánnak és rokonainak adták el. Még ebben az évben I. Lajos magyar király elcserélte velük, majd 1347-ben Subics Péter bán bribiri zsupán fiainak, Gergelynek és Györgynek adományozta, azzal a kikötéssel, hogy felhagynak addigi lázongásaikkal és a király javára lemondanak a Szkradin melletti osztrovicai birtokukról. A török veszély közeledtére a Zrínyiek a többi várukkal együtt Pedaljt is megerősítették. A nagyobb török támadások a térség várai ellen 1540 után kezdődtek és bár a várakat nem tudták elfoglalni súlyos károkat okoztak azok uradalmában. Az 1547-es ostromban Pedalj vára súlyosan megrongálódott, de sérüléseit kijavították. Lenković Iván uszkók főkapitány jelentése szerint a várnak 1561-ben ötven fős őrsége volt. A jelentés alapján a bécsi haditanács a tartós védelemre alkalmatlannak találta és elrendelte lerombolását, melyet valószínűleg 1563-ban végre is hajtottak. A Ferdinánd király által 1563 év végén, a végvidéki várak állapotának felmérésére kiküldött újabb bizottság, a jelentésében már meg sem említette. A lerombolt várat a török kijavította és visszafoglalásáig, 1637-ig török őrség volt benne.
Az 1683 és 1699 között felszabadító harcokban a keresztény seregek kiűzték a térségből a törököt és a török határ az Una folyóhoz került vissza. Ezután a török uralom alatt maradt Közép-Boszniából, főként a Kozara-hegység területéről és a Sana-medencéből  pravoszláv szerb családok érkeztek a felszabadított területekre. Az újonnan érkezettek szabadságjogokat kaptak, de ennek fejében határőr szolgálattal tartoztak. El kellett látniuk a várak, őrhelyek őrzését és részt kellett venniük a hadjáratokban. Pedalj benépesülése is a 17. században kezdődött, majd több hullámban a 18. században is folytatódott. 1696-ban a szábor a bánt tette meg a Kulpa és az Una közötti határvédő erők parancsnokává, melyet hosszas huzavona után 1704-ben a bécsi udvar is elfogadott. Ezzel létrejött a Báni végvidék (horvátul Banovina), mely katonai határőrvidék része lett. 1745-ben megalakult a Petrinya központú második báni ezred, melynek fennhatósága alá ez a vidék is tartozott.
1881-ben megszűnt a katonai közigazgatás és Zágráb vármegye Kostajnicai járásának része lett. 1857-ben 254, 1910-ben 304 lakosa volt. A 20. század első éveiben a kilátástalan gazdasági helyzet miatt sokan vándoroltak ki a tengerentúlra. 1918-ban az új szerb-horvát-szlovén állam, majd később Jugoszlávia része lett. A második világháború idején a Független Horvát Állam része volt, de lakói közül sokan csatlakoztak a partizánegységekhez. A háború után a béke időszaka köszöntött a településre. Enyhült a szegénység és sok ember talált munkát a közeli városokban. Ennek következtében újabb kivándorlás indult meg. Sok fiatal települt át a jobb élet reményében Glinára, Dvorra, Petrinyára, Bosanski Noviba. A falu 1991. június 25-én jogilag a független Horvátország része lett, de szerb lakói a Krajinai Szerb Köztársasághoz csatlakoztak. A falut 1995. augusztus 8-án a Vihar hadművelettel foglalta vissza a horvát hadsereg. A szerb lakosság többsége elmenekült. 2011-ben 59 lakosa volt.

## Népesség
| Lakosság változása | Lakosság változása | Lakosság változása | Lakosság változása | Lakosság változása | Lakosság változása | Lakosság változása | Lakosság változása | Lakosság változása | Lakosság változása | Lakosság változása | Lakosság változása | Lakosság változása | Lakosság változása | Lakosság változása | Lakosság változása |
| ------------------ | ------------------ | ------------------ | ------------------ | ------------------ | ------------------ | ------------------ | ------------------ | ------------------ | ------------------ | ------------------ | ------------------ | ------------------ | ------------------ | ------------------ | ------------------ |
| 1857               | 1869               | 1880               | 1890               | 1900               | 1910               | 1921               | 1931               | 1948               | 1953               | 1961               | 1971               | 1981               | 1991               | 2001               | 2011               |
| 254                | 250                | 227                | 269                | 322                | 304                | 320                | 362                | 357                | 359                | 316                | 254                | 216                | 195                | 67                 | 59                 |

## Nevezetességei
Pedalj várának romjai a falutól északnyugatra emelkedő 356 méteres magaslaton találhatók. Pedalj a térség egyik legősibb vára, melyet feltehetően a Babonićok építettek a 13. század végén, vagy a 14. század elején. 1563-ban a haditanács leromboltatta, de a törökök újjáépítették és egészen 1637-ig birtokukban volt. Egyesek szerint a ma látható falmaradványok nagyrészt a török építésű vár maradványai. Sabljar őrnagy 1857-ben készített rajza alapján, amikor még aránylag jó állapotban volt a vár szabálytalan négyszög alaprajzú volt. Északkeleti sarkában egy zömök, hengeres torony állt, melynek déli oldaláról kiindulva a vár központi részét északról és nyugatról falszoros határolta. Ezalatt az északi oldalon előudvar húzódott, melyet egy ötszögletű bástya védett. A külső várfalhoz egy hosszú nyaktaggal csatlakozott a déli sokszögű bástya. A belsővár keleti oldalán a falak magassága még ma is eléri a 8 métert, ennek belső oldalán volt a palotaszárny, míg a belsővár nyugati oldalán épületsor állt. A belsővár déli oldalát egyenes fal zárta, az északi oldalon pedig a belsővár kapuja lehetett. A külsővár bejárata az ötszögletű bástya nyugati része mellett volt, a várárok külső szélén pedig földsánc húzódott, mely később fallal is meg volt erősítve.